# 京スポ
『京スポ』（きょうスポ）は、2004年4月1日から2022年3月31日まで、京都放送（KBS京都）で放送されていたスポーツ情報番組である。

## 概要
番組は、京都府で活動するスポーツクラブや京都府出身のスポーツマンを取り上げるコーナー、レクリエーションとしてのスポーツ競技人口を増やすための種目を紹介するコーナー、京都サンガ（Jリーグ）、京都フローラ（日本女子プロ野球リーグ）を特集する「とことんサンガ」「熱球、京都フローラ」のコーナーなどによって構成されている。収録は、放送当日の夕方にDスタジオで行われている。
2009年3月26日までは「とことん!京のスポーツ」というタイトルだったが、同年4月2日からは略称の「京スポ」を正式名称に用いている。また、改題後には「SPORTS NEWS ENTERTAINMENT」をサブタイトルに冠しているが、この文字列はEPGには反映されない。
キャスターは長らく男性アナウンサーの森谷威夫が務めていたが、2013年10月3日からは女性アナウンサーの海平和が務めている。また、2009年4月から2010年3月までは京都の大学チアリーディング部の代表者2 - 3名が月替わりでアシスタントを務めていたが、2010年4月から2013年9月26日までは小浦愛が単独アシスタントを務めていた。

## 放送日時

### 本放送
野球シーズン中には原則という形になる。
- 木曜 21:25 - 21:50 （2004年4月1日 - 2013年9月26日）
- 木曜 21:00 - 21:30 （2013年10月3日 - 2022年3月31日） - 20:55から放送されていた『ウドちゃんの旅してゴメン』との枠交換によって25分繰り上げ。

### 再放送
- 金曜 8:30 - 08:55 （2004年4月[1] - 2007年3月頃[2]）
- 土曜 9:30 - 10:00 （2013年4月6日 - ）

## 出演者

### キャスター
- 海平和（KBSアナウンサー）[3] - 2013年10月3日から出演。

### コメンテーター
- 青木愛（元アーティスティックスイミング選手）
- 早狩実紀（陸上選手）
- 小西美加（女子プロ野球選手）
- 望月聡（元サッカー選手）
- 川辺泰三（元プロバスケットボール選手）
- 中山博貴（元サッカー選手）

## 過去の出演者

### キャスター
- 森谷威夫（KBSアナウンサー） - 初代キャスター。

### アシスタント
- 花田千映子 - 初代アシスタント。
- 森ちえみ
- 宮坂美帆
- PEEWEES（立命館大学）
- SPIRITS（龍谷大学）
- STARDUST LEADERS（京都産業大学）
- CHEEREDING ANGELS（同志社大学）
- FINDS（佛教大学）
- AMIGAS（京都ノートルダム女子大学）
- 小浦愛
- 梶原誠（KBSアナウンサー）
- 平野智美（KBSアナウンサー） - 2011年12月22日に小浦愛の代理で出演。

## オープニングテーマ
- Osaka翔Gangs「夜の青空」

## エンディングテーマ
とことん!京のスポーツ時代
京スポ時代

## 関連番組
- エキサイティング!J